# Cabo Quejo
Cabo Quejo är en udde i Spanien.   Den ligger i provinsen Provincia de Cantabria och regionen Kantabrien, i den norra delen av landet, 300 km norr om huvudstaden Madrid.
Terrängen inåt land är varierad. Havet är nära Cabo Quejo norrut. Närmaste större samhälle är Laredo, 15,1 km sydost om Cabo Quejo. 